# Ти повинен був піти
«Ти повинен був піти» (англ. You Should Have Left) — американський психологічний фільм жахів 2020 року, написаний і знятий Девідом Кеппом, заснований на однойменній книзі Деніеля 2017 року. У головних ролях: Кевін Бекон і Аманда Сейфрід. Джейсон Блум виступив продюсером зі своєю компанією Blumhouse Productions.
Спочатку фільм планувалося випустити в кінотеатри, але 18 червня 2020 року Universal Pictures випустила фільм у цифровому форматі через Premium VOD. Він отримав неоднозначні відгуки критиків.

## Сюжет
Теодор Конрой (Кевін Бекон) — банкір на пенсії, одружений з молодшою жінкою Сюзанною (Аманда Сейфрід), актрисою, і у них є донька на ім'я Елла. Одного дня, коли Тео намагається відвідати Сузанну на знімальному майданчику, йому відмовляють у в'їзді. Очікуючи на отримання дозволу, він чує, як Сюзанна робить сцену кохання, і помітно роздратований. Пізніше Сюзанна вибачається перед Тео, пояснюючи його перешкоди непорозумінням, і каже йому, що «внесла його до схваленого списку». Тео повідомляє Сюзанні, що встановлений охоронець впізнав його; Сюзанна дражнить Тео, кажучи йому, що «вони думають, що ти небезпечний».
Незабаром після цього вони бронюють відпустку в Уельсі, але в будинку є щось дивне — час пролетів надзвичайно швидко, і вони обоє відчувають страшні кошмари. Вони також виявляють, що жоден з них не зробив бронювання, кожен думає, що це зробив інший.
Одного разу вночі Елла бачить на стіні тінь людини. Наступного ранку, поки Тео пише у своєму щоденнику медитації, вона запитує Сусанну, чому люди не люблять Тео. Сусанна неохоче пояснює, що перша дружина Тео потонула у ванні, і люди підозрювали, що він її вбив, хоча на суді його виправдали. Перебуваючи в місті за припасами, продавець запитує, чи зустрів він Стетлера, який, як припускає Тео, є власником будинку. Він таємничим чином дає Тео креслення трикутника і каже йому виміряти правильні кути, залишаючи Тео збентеженим.
Тео бореться з почуттям ревнощів і недовіри до Сусанни. Одного вечора, коли вона приймає ванну, Тео перевіряє повідомлення на своєму телефоні та ноутбуці. Тієї ночі Тео бачить сон, який написав у своєму щоденнику: «Ти повинен піти. Іди зараз». Наступного ранку, спостерігаючи, як Сюзанна й Елла грають надворі, він пише їй повідомлення. У той же час він бачить, як Сюзанна дивиться на свій телефон, він чує вібрацію тексту на кухонній стільниці і знаходить ідентичний телефон з його повідомленнями на екрані. Розуміючи, що у неї є секретний телефон, він підозрює, що вона зраджує йому. Він протистоїть Сусанні, і вона зізнається в романі з іншим актором. Тео просить її піти на ніч, і вона йде в місто, щоб зупинитися в корчмі.
Він повертається до свого щоденника і бачить, що хтось написав: «Ти повинен був піти. Тепер уже пізно». Виявивши аномалію в куті між стіною і підлогою, вони вимірюють кухню і виявляють, що всередині вона більше, ніж зовні. Елла і Тео розлучаються; вони двоє, схоже, переживають окремі бачення у світі снів. Після возз'єднання Тео телефонує Сюзанні, бажаючи, щоб вона повернулася і забрала його та Еллу з дому, але її телефон вимкнено. Потім він дзвонить до продавця, запитуючи, чи знає він про якісь послуги таксі в цьому районі. Продавець відповідає, що їх немає, та загадково говорить про будинок, мовляв, диявол збирає звідти душі.
Відчайдушно намагаючись втекти з дому, Тео та Елла вирішують піти до міста пішки, але бачать темну фігуру, яка спостерігає за ними зсередини, коли вони відходять від нього. Через деякий час вони виявляють, що повернулися до будинку. Не бачачи іншого виходу, вони залишаються там на ніч, але Тео знову потрапляє в світ мрій і бачить своє і Сюзанну минуле, коли вони вперше прибули до будинку. Потім він зустрічає Стетлера, який взяв у полон Еллу. Він приймає форму Тео, щоб насміхатися над ним, і каже, що поверне Еллу за умови, що Тео зробить «те, що повинен». Елла повертається, полегшуючи Тео.
Наступного дня Сюзанна повертається до дому, і Тео віддає їй Еллу. Нарешті він зізнається в справжніх обставинах смерті своєї першої дружини: він не вбив її безпосередньо, але й не допоміг, коли вона тонула; він просто дивився, як вона вмирає, бо так довго був з нею нещасним. Він визнає, що йому належить місце в домі. Потім дух Тео виявляється в пастці всередині будинку, показуючи, що він був тією фігурою, яка спостерігала за собою та Еллою напередодні ввечері, намагаючись попередити себе минулого, записавши повідомлення у своєму щоденнику. Голос крамаря каже, що деякі люди не виходять з дому, і що «місце все одно їх знайде».

## Актори
- Кевін Бейкон — Тео Конрой/Стетлер
- Аманда Сайфред у ролі Сюзанни
- Ейвері Ессекс у ролі Елли
- Колін Блюменау — крамар
- Лоурі-Енн Річардс в ролі валлійської жінки

## Виробництво
У березні 2018 року було оголошено, що головну роль у фільмі зіграє Кевін Бекон, режисером і сценаристом якого стане Девід Кепп, заснований на однойменному романі Деніела Кельмана; Кепп і Бекон раніше співпрацювали у фільмі 1999 року «Вітання відлуння». Джейсон Блум працював продюсером під своїм прапором Blumhouse Productions. У червні 2018 року до акторського складу фільму приєдналася Аманда Сейфрід.
Зйомки проходили в різних місцях Уельсу, в тому числі в Life House в Лланбістері, Редноршир. Зйомки також проходили в Джерсі-Сіті, штат Нью-Джерсі.

## Музика
Музику до фільму написав Джефф Занеллі. Back Lot Music випустив саундтрек 18 червня 2020 року, що збіглося з потоковим випуском фільму.

## Вихід
You Should Have Left був випущений в цифровому форматі через PVOD 18 червня 2020 року компанією Universal Pictures. Universal вирішила відмовитися від початково запланованого показу фільму в кінотеатрах у США та Канаді через закриття кінотеатрів із середини березня через обмеження пандемії COVID-19.

## Дохід

### VOD продажі
У перші вихідні фільм був другим за кількістю прокатів на FandangoNow і iTunes Store. У другі вихідні він опустився на третє та шосте місце відповідно. У свій третій вікенд фільм посів шосте місце в FandangoNow, але зайняв друге місце в щотижневому чарті Spectrum, а в наступні вихідні посів п'яте місце в обох сервісах. У вихідні, 31 липня, Universal знизила ціну на фільм з 19,99 доларів до 5,99 доларів, і You Should Have Left посів друге місце на FandangoNow і п'яте на Apple TV.

## Критика
На Rotten Tomatoes фільм має рейтинг схвалення 41 % на основі 110 оглядів із середнім рейтингом 4,9/10. Консенсус критиків сайту звучить так: «You Should Have Left натякає на справді моторошний досвід, але ніколи не вдається об'єднати його інтригуючі інгредієнти в незмінно приємне ціле». На Metacritic фільм має середньозважену оцінку 46 зі 100 на основі 27 критиків, що вказує на «змішані чи середні відгуки».
Кейт Ербланд з IndieWire поставила фільму оцінку «B–» і сказала: «Коли You Should Have Left найкраще, його не турбує нанесення таких легких роз'яснень і схиляється до грубого божевілля роз'їдаючої провини та будинку, створеного для покарання людей хто насмілиться увійти в його стіни». Критик Террі Меснар написав, що більший, ніж здається, будинок у фільмі здавався «зірваним» з роману Марка З. Даніелевського «Будинок листя» 2000 року.